# Viki
Viki va ser el subjecte d'un dels primers experiments en llenguatge dels simis. La Viki va ser criada per Keith i Catherine Hayes talment com si fos una nena humana, per veure si podria aprendre les paraules humanes. Només era capaç de pronunciar quatre paraules:
- mama
- papa
- up
- cup

Aquest èxit tan limitat va ser primerament interpretat com una evidència de què els simis no són capaços d'emprar el llenguatge humà. Tanmateix, posteriors experiments en què els ximpanzés eren instruïts en l'ús de la llengua americana dels signes van indicar que els èxits de la Viki estaven impedits per limitacions fisiològiques i que els ximpanzés no són capaços de produir els sons que componen la parla humana.